# Jacona (Nuevo México)
Jacona es un lugar designado por el censo ubicado en el condado de Santa Fe en el estado estadounidense de Nuevo México. En el Censo de 2010 tenía una población de 412 habitantes y una densidad poblacional de 187,81 personas por km².

## Geografía
Jacona se encuentra ubicado en las coordenadas 35°53′19″N 106°2′19″O / 35.88861, -106.03861. Según la Oficina del Censo de los Estados Unidos, Jacona tiene una superficie total de 2.19 km², de la cual 2.19 km² corresponden a tierra firme y (0%) 0 km² es agua.

## Demografía
Según el censo de 2010, había 412 personas residiendo en Jacona. La densidad de población era de 187,81 hab./km². De los 412 habitantes, Jacona estaba compuesto por el 69.42% blancos, el 0.49% eran afroamericanos, el 2.91% eran amerindios, el 0.49% eran asiáticos, el 0.49% eran isleños del Pacífico, el 22.33% eran de otras razas y el 3.88% pertenecían a dos o más razas. Del total de la población el 74.51% eran hispanos o latinos de cualquier raza.